# Arroio do Tigre

Localización del municipio Arroio do Tigre.

Arroio do Tigre es un municipio brasilero del estado de Rio Grande do Sul.
Se encuentra ubicado a una latitud de 29º19'58" Sur y una longitud de 53º05'36" Oeste, estando a una altitud de 409 metros sobre el nivel del mar. Su población estimada para el año 2004 era de 12.401 habitantes. 
Ocupa una superficie de 314,68 km².
- Datos: Q33964
- Multimedia: Arroio do Tigre / Q33964